# Parque nacional Khao Lak Lamru
El parque nacional marino Khao Lak Lamru (en tailandés, อุทยานแห่งชาติหาดวนกร) es un área protegida ubicada en la provincia Phang Nga, al sur de Tailandia. Se extiende por 125 kilómetros cuadrados y fue declarado en el año 1991, siendo el 66.º del país.
El parque comprende regiones montañosas con bosques verdes de montaña y bosques de playa frente al mar de Andamán. El pico más alto mide 1.077 m sobre el nivel del mar. Los picos boscosos de las montañas de granito Khao Lak, Khao Lamru, Khao Sangtong, Khao Maikaew y Khao Plaibangtoh son la fuente de gran cantidad de ríos y arroyos. Se espera que se incorpore también una zona de 3 km² que incluye un arrecife de coral.
El parque posee zonas demarcadas para ecoturismo, merenderos, zonas de natación y rafting y observación de aves y mariposas. Las dos principales playas del parque son Rock Beach y Secluded Beach, ubicadas en las cercanías de las oficinas del parque. Subiendo por el curso de los ríos, se pueden observar las cataratas de Ton Chongfa y de Lamru.
Se puede acampar en el parque, hay servicios de baños y un restaurante.
La provincia Phang Nga, donde se encuentra el parque, fue una de las que más sufrió en toda Tailandia durante el Tsunami de diciembre de 2004.